# 劳拉·韦特曼
劳拉·韦特曼（英語：Laura Weightman，1991年7月1日—）出生于諾森伯蘭郡阿尼克，是一名参加1500米赛跑和3000米赛跑的英国女子中长跑运动员。她曾参加2012年伦敦奥运会和2016年里约奥运会，两届奥运会都在1500米项目上进入决赛。